# Онанкок (Вірджинія)
Онанкок (англ. Onancock) — місто (англ. town) в США, в окрузі Аккомак штату Вірджинія. Населення — 1169 осіб (2020).

## Географія
Онанкок розташований за координатами 37°42′36″ пн. ш. 75°44′37″ зх. д. / 37.71000° пн. ш. 75.74361° зх. д. (37.709993, -75.743670).  За даними Бюро перепису населення США в 2010 році місто мало площу 2,73 км², з яких 2,72 км² — суходіл та 0,01 км² — водойми.

## Демографія
Згідно з переписом 2010 року, у місті мешкали 1263 особи в 594 домогосподарствах у складі 334 родин. Густота населення становила 463 особи/км².  Було 753 помешкання (276/км²).
Расовий склад населення:
| - 60,6 % — білих - 34,4 % — чорних або афроамериканців - 1,0 % — азіатів - 0,2 % — корінних американців - 0,1 % — вихідців з тихоокеанських островів - 1,8 % — осіб інших рас |

До двох чи більше рас належало 1,8 %. Частка іспаномовних становила 4,2 % від усіх жителів.
За віковим діапазоном населення розподілялося таким чином: 17,3 % — особи молодші 18 років, 60,5 % — особи у віці 18—64 років, 22,2 % — особи у віці 65 років та старші. Медіана віку мешканця становила 51,1 року. На 100 осіб жіночої статі у місті припадало 81,5 чоловіків;  на 100 жінок у віці від 18 років та старших — 76,8 чоловіків також старших 18 років.
Середній дохід на одне домашнє господарство  становив 45 926 доларів США (медіана — 32 250), а середній дохід на одну сім'ю — 58 313 долари (медіана — 44 205). Медіана доходів становила 46 875 доларів для чоловіків та 32 031 долар для жінок. За межею бідності перебувало 28,9 % осіб, у тому числі 55,2 % дітей у віці до 18 років та 13,1 % осіб у віці 65 років та старших.
Цивільне працевлаштоване населення становило 457 осіб. Основні галузі зайнятості: освіта, охорона здоров'я та соціальна допомога — 28,7 %, виробництво — 20,8 %, роздрібна торгівля — 12,3 %, науковці, спеціалісти, менеджери — 9,0 %.